# Escalon
Escalon és una població dels Estats Units a l'estat de Califòrnia. Segons el cens del 2008 tenia 7.257 habitants.

## Demografia
Segons el cens del 2000, Escalon tenia 5.963 habitants, 2.056 habitatges, i 1.597 famílies. La densitat de població era de 1.128,6 habitants/km².
Dels 2.056 habitatges en un 41,3% hi vivien nens de menys de 18 anys, en un 61,2% hi vivien parelles casades, en un 11,6% dones solteres, i en un 22,3% no eren unitats familiars. En el 19,6% dels habitatges hi vivien persones soles el 10,5% de les quals corresponia a persones de 65 anys o més que vivien soles. El nombre mitjà de persones vivint en cada habitatge era de 2,89 i el nombre mitjà de persones que vivien en cada família era de 3,31.
Per edats la població es repartia de la següent manera: un 30,9% tenia menys de 18 anys, un 8,4% entre 18 i 24, un 27,3% entre 25 i 44, un 20,7% de 45 a 60 i un 12,7% 65 anys o més.
L'edat mediana era de 36 anys. Per cada 100 dones de 18 o més anys hi havia 92,4 homes.
La renda mediana per habitatge era de 49.797 $ i la renda mediana per família de 55.488 $. Els homes tenien una renda mediana de 46.554 $ mentre que les dones 27.059 $. La renda per capita de la població era de 19.016 $. Entorn del 6,9% de les famílies i el 8,6% de la població estaven per davall del llindar de pobresa.

## Poblacions més properes
El següent diagrama mostra les poblacions més properes.